# Fédération nationale des centres de lutte contre le cancer
La Fédération nationale des centres de lutte contre le cancer (FNCLCC) regroupe dans une structure communautaire créée en 1964 les vingt centres régionaux de lutte contre le cancer.

## Description
Il s'agit d'une association loi de 1901 sans but lucratif regroupée en organisation patronale. La fédération médicale et scientifique a pour mission de défendre les intérêts des CRLCC, en particulier auprès des ministères de tutelle, et de développer avec eux des projets visant à faire « exceller » la prise en charge des personnes malades (excellence managériale, excellence médicale et scientifique). Elle a notamment pour but :
- de développer des projets d'intérêt général concernant l'ensemble des missions de soins, d'enseignement et de recherche qui sont confiées par le ministère de la santé aux CRLCC[2] ;
- d'examiner les questions qui concernent les Centres sur le plan juridique et social ;
- de représenter l'ensemble des Centres chaque fois qu'une action collective s'impose en ces matières.

La FNCLCC est une structure ayant pour but de créer une synergie pour faire reculer le cancer et pour défendre des projets de dimension française ou européenne.
En 2010, La Fédération et les Centres de lutte contre le cancer ont créé le groupement de coopération sanitaire de moyens UNICANCER. Ce Groupement, piloté par la Fédération, a pour principal objectif de mutualiser les moyens et compétences entre les Centres.

## Présidents
- 1983-1997 : Henri Pujol

## Affiliations
- European Hospital and Healthcare Federation[6]
- International Hospital Federation[6]